# 황설
황설(黃楔, 1939년 4월 5일~2018년 7월 28일)은 대한민국의 기업인, 정치인이다. 제11대 국회의원을 지냈다. 본관은 창원이며, 경상북도 영풍군 출신이다.

## 학력
- 경북고등학교 졸업
- 영남대학교 공과대학 건축공학과 졸업
- 영남대학교 대학원 수료(건축공학)

## 경력
- 신원산업(주)설립, 대표이사 취임
- 신원산업(주) 회장 취임
- 민정당 창당발기인,윤리위원, 교통체신분과위원장
- 제11대 국회의원 (민주정의당)
- 국회교체위 간사, 상공위원
- 민주정의당 국책 평가위원

## 가족 관계
- 배우자 : 박소안
  - 아들 : 황호재 (슬하 2남 1녀)

## 역대 선거 결과
| 실시년도 | 선거  | 대수 | 직책     | 선거구 | 정당       | 득표수      | 득표율         | 순위        | 당락 | 비고 |
| -------- | ----- | ---- | -------- | ------ | ---------- | ----------- | -------------- | ----------- | ---- | ---- |
| 1981년   | 총선  | 11대 | 국회의원 | 전국구 | 민주정의당 | 5,776,624표 | \| \| 35.6% \| | 전국구 58번 |      | 초선 |
|          | 35.6% |      |          |        |            |             |                |             |      |      |